# Oodes helopioides
Oodes helopioides es una especie de escarabajo de la familia Carabidae.

## Distribución geográfica
Se distribuye por el paleártico: Europa, el noroeste del Magreb y la mitad occidental de Asia.